# Kerk van de HH. Michaël en Antonius
De Kerk van de HH. Michaël en Antonius (Engels: Church of St. Michael and St. Anthony; Frans: Église Saint Michel Archange et Saint Antoine) is een rooms-katholiek kerkgebouw in Mile End, een stadsdeel van de Canadese stad Montreal. Oorspronkelijk werd de alleen aan de aartsengel Michaël gewijde kerk voor Ierse katholieken gebouwd, maar door de groei van de Poolse gemeenschap in de buurt werd er in 1964 in de kerk een Poolse missie opgericht. De naam van de kerk werd toen met Sint-Antonius uitgebreid.
Het kerkgebouw dat voor Ierse katholieken werd gesticht, met haar neo-byzantijnse architectuur, haar plaats in een multiculturele buurt en haar kerkbezoek van vooral Polen en Italianen vertegenwoordigt op exemplarische wijze de culturele verscheidenheid van het stadsdeel.

## Geschiedenis
Met de bouw van de Michaëlkerk, van wat later de grootste Engelstalige parochie van Montreal zou worden, werd in 1914 begonnen. Na een korte vertraging in verband met het uitbreken van de Eerste Wereldoorlog vond de voltooiing plaats in 1915. De totale bouwkosten bedroegen $ 232.000 en de nieuwbouw kon 1400 gelovigen herbergen. Alhoewel Mile End oorspronkelijk een voornamelijk Ierse wijk was, groeide de Poolse gemeenschap zo snel dat de twee gemeenschappen fuseerden tot één en om hier uitdrukking aan te geven werd de heilige Antonius toegevoegd aan de naam van de parochie. Tegenwoordig is de kerk het centrum voor de Poolse katholieken in Montreal.

## Architectuur
De kerk werd gebouwd in neo-byzantijnse stijl en heeft een grote koepel met een minaret-achtige toren. Het gebouw werd ontworpen door de architect Aristide Beaugrand-Champagne (1876–1950), die zich daarbij liet inspireren door de orthodoxe Hagia Sophia in Istanboel, het vroegere Constantinopel. De kerk heeft ook romaanse en gotische elementen, zoals boogfriezen en maaswerk.
De koepel is voorzien van gewapend beton, een van de eerste toepassingen in Quebec. In de koepel bevindt zich een fresco van de aartsengel Michaël en de val van de opstandige engelen, een werk van de Italiaanse kunstschilder Guido Nincheri, die ook in andere kerken van Montreal zijn sporen naliet.